# Natașa Poleșcikova

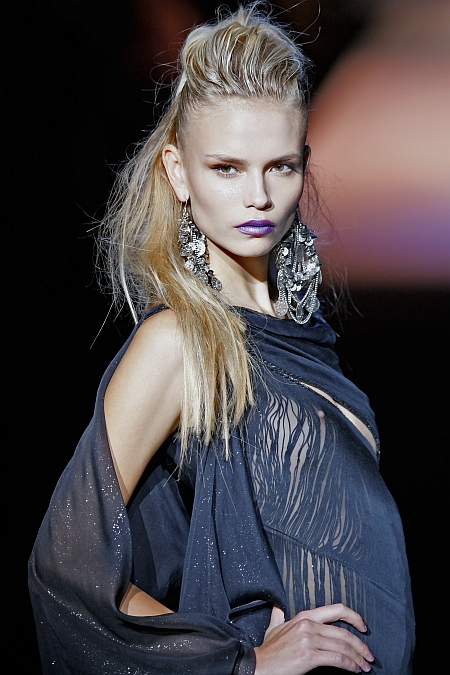
Natașa Poleșcikova

Natașa Poleșcikova (sau Natasha Poly, rusă: Наталья Полевщикова; n. 12 iulie 1985, Perm) este un fotomodel rus. Ea a început cariera de model în anul 2000 când a participat la un concurs de frumusețe din Moscova. După care urmat o ascensiune relativ rapidă în ierarhia fotomodelelor.

## Legături extrne
- Natasha Poly la Fashion Model Directory
- Natasha Poly on AskMen.com Arhivat în 29 februarie 2008, la Wayback Machine.
- Natasha Poly in Russia Arhivat în 16 octombrie 2016, la Wayback Machine.